# كبلر-36b
كيبلر 36 بي (بالإنجليزية: Kepler-36b)‏ الذي يرمز له بالرمز KOI-277.02، هو كوكب خارج المجموعة الشمسية، في كوكبة الدجاجة (كوكبة)، يتبع Kepler-36.

## الاكتشاف
اكتشف في 2012، وكانت طريقة الاكتشاف طريقة العبور.